# 曹琳米線食物添加毒品案
曹琳米線食物添加毒品案發生於2016年9月中旬，曹琳米線為上海及江浙一代小有名氣連鎖加盟餐廳，約有一百多家分店，由曹芳(女，遼寧人，34歲)創立。
2016年9月中旬上海食藥監局分站接獲舉報發現，曹琳米線總店提供的調味料中添加罌粟以讓顧客上癮，而調味料由總店提供給所有分店強制使用，諸多業主並不知情下添加。青浦司法机关掌握了大量证据后，将涉嫌在米线在添加罂粟的三名犯罪嫌疑人抓获包含曹芳。执法人员在仓库内发现了12包500克左右的白色粉末状的调味料，立即对这12包进行了实验室检测，一共抽取了3个样品做检测，结果都是吗啡阳性。
被抓後曹芳辯稱不知成分調料是上游業務員免費贈送，但其是食品業界都心照不宣所謂特殊調料成分，且2013年時曹芳就被抓過一次使用罌粟調料，當時證據不足所以整改後判輕罪罰款，所以已經是累犯。11月8日，青浦区人民检察院召开“两个专项立案监督活动”新闻发布会，宣布曹琳米线老板曹某已在10月12日因生产销售有毒有害食品罪，被法院判处有期徒刑3年6个月，并处罚金10万元。在曹某被捕后，青浦区吾悦广场加盟店的店主朱某、赵某仍继续销售含罂粟粉汤料的米线。朱某、赵某分别以生产销售有毒有害食品罪，被判处有期徒刑1年2个月缓刑2年。